# Festival de Cinema de Lima
El Festival de Cinema de Lima o Elcine és un festival de cinema realitzat anualment a Lima, Perú. El seu nom inicial fins a 2007 va ser Encuentro Latinoamericano de Cine.

## El festival
La primera edició es va dur a terme en 1997 al Centre Cultural de la PUCP, al districte de San Isidro, Lima, el qual continua sent la seu principal del festival. Amb el córrer dels anys i el creixement del festival, a la seva tradicional seu del Centre Cultural de la PUCP es van sumar les sales de la cadena Cineplanet, així com diversos auditoris i centres culturals de Lima.
El festival es presenta la primera quinzena d'agost de cada any. És el principal esdeveniment cinematogràfic del Perú i un dels esdeveniments més importants en el calendari cultural de Lima. En pocs anys ha aconseguit situar-se entre els festivals més importants d'Amèrica Llatina i és un esdeveniment de referència per al cinema de la regió. Ha permès impulsar i donar a conèixer el treball de diversos directors peruans, com Claudia Llosa i Josué Méndez, a més de difondre el cinema llatinoamericà al Perú, generalment poc exhibit en aquest país per falta de distribució.
Al costat de les pel·lícules en competència, s'exhibeixen àmplies mostres paral·leles amb pel·lícules de tot arreu del món, així com cicles d'homenatges a diversos personatges de la indústria cinematogràfica. Els dies del festival ofereixen també una intensa activitat cultural que inclou classes magistrals, conferències, presentacions de llibres, exposicions d'art, etc.
La 24 edició del festival es va realitzar a l'agost de 2020 de manera virtual a causa de la pandèmia de COVID-19.

## Competència i premis
La competència oficial comprèn les següents seccions: Ficció i Documental. La convocatòria està dirigida a tot l'àmbit llatinoamericà.
El premi atorgat pel festival és denominat Trofeu Spondylus, que consisteix en l'estatueta estilitzada d'un Spondylus, mol·lusc marí àmpliament utilitzat en el art precolombí del Perú. Aquest premi es lliura en les diverses categories del festival.

### Premis Oficials
Secció Oficial Ficció
- Millor Pel·lícula Ficció
- Premi Especial del Jurat
- Més ben Director
- Millor Actor
- Millor Actriu
- Millor Guió
- Millor Fotografia
- Millor Òpera Prima

Secció Oficial Documental
- Millor Pel·lícula Documental

Premi del Jurat de la Crítica Internacional
- Premi de la Crítica Internacional

Premis del Públic
- Primer Premi del Públic
- Segon Premi del Públic

### Altres premis
- Premi TITRA (A la millor pel·lícula peruana votada pel públic)
- Premi EPIC (A la millor òpera preval o segona pel·lícula)
- Premi del Ministeri de Cultura (A la millor pel·lícula peruana)
- Premi APRECI (A la millor pel·lícula en competició)
- Premi APC (A la pel·lícula que promogui el respecte pels valors humans universals)
- Premis Filmocorto (Als millors curtmetratges)

## Guanyadors del Trofeu Spondylus a Millor Pel·lícula Ficció
| Any  | Edició | Pel·lícula                                | Director(s)                         | País      |
| ---- | ------ | ----------------------------------------- | ----------------------------------- | --------- |
| 1997 | 1      | Despabílate amor                          | Eliseo Subiela                      | Argentina |
| 1998 | 2      | Martín (Hache)                            | Adolfo Aristarain                   | Argentina |
| 1999 | 3      | El faro                                   | Eduardo Mignogna                    | Argentina |
| 2000 | 4      | Pantaleón y las Visitadoras               | Francisco J. Lombardi               | Perú      |
| 2001 | 5      | Nueve reinas                              | Fabián Bielinsky                    | Argentina |
| 2002 | 6      | El hijo de la novia                       | Juan José Campanella                | Argentina |
| 2003 | 7      | Cidade de Deus                            | Fernando Meirelles i Kátia Lund     | Brasil    |
| 2004 | 8      | Machuca                                   | Andrés Wood                         | Xile      |
| 2005 | 9      | O Casamento de Romeu e Julieta            | Bruno Barreto                       | Brasil    |
| 2006 | 10     | El custodio                               | Rodrigo Moreno                      | Argentina |
| 2007 | 11     | Luz silenciosa                            | Carlos Reygadas                     | Mèxic     |
| 2008 | 12     | Leonera                                   | Pablo Trapero                       | Argentina |
| 2009 | 13     | La nana                                   | Sebastián Silva                     | Xile      |
| 2010 | 14     | Hotel Atlántico                           | Suzana Amaral                       | Brasil    |
| 2011 | 15     | El premio                                 | Paula Markovitch                    | Mèxic     |
| 2012 | 16     | Histórias que Só Existem Quando Lembradas | Julia Murat                         | Brasil    |
| 2013 | 17     | Heli                                      | Amat Escalante                      | Mèxic     |
| 2014 | 18     | Gente de bien                             | Franco Lolli                        | Colòmbia  |
| 2015 | 19     | El abrazo de la serpiente                 | Ciro Guerra                         | Colòmbia  |
| 2016 | 20     | Oscuro animal                             | Felipe Guerrero                     | Colòmbia  |
| 2017 | 21     | La familia                                | Gustavo Rondón                      | Veneçuela |
| 2018 | 22     | Chuva é cantoria na aldeia dos mortos     | João Salaviza i Renée Nader Messora | Brasil    |
| 2019 | 23     |                                           |                                     |           |